# Pseudochromis fridmani
Pseudochromis fridmani är en fiskart som beskrevs av Klausewitz, 1968. Pseudochromis fridmani ingår i släktet Pseudochromis och familjen Pseudochromidae. Inga underarter finns listade i Catalogue of Life.